# Park Narodowy Serranía de los Churumbelos-Auka Wasi
Park Narodowy Serranía de los Churumbelos-Auka Wasi (hiszp. Parque nacional natural Serranía de los Churumbelos-Auka Wasi) – park narodowy w Kolumbii położony w departamentach Cauca (95 procent powierzchni), Caquetá, Huila i Putumayo. Został utworzony 23 lipca 2007 roku i zajmuje obszar 972,39 km². W 2008 roku został zakwalifikowany przez BirdLife International jako ostoja ptaków IBA. Na północny wschód od niego znajduje się Park Narodowy Alto Fragua-Indi Wasi, a na północny zachód Park Narodowy Complejo Volcánico Doña Juana Cascabel.

## Opis
Park obejmuje najdalej wysunięte na południe pasmo górskie Kordyliery Wschodniej – Serranía de los Churumbelos. Znajduje się na wysokościach od 400 do 3000 m n.p.m. w dorzeczach rzek: San Miguel, Putumayo, Caquetá, Pescado, Orteguaza, Guayas i Caguan Alto. Niżej położoną część parku pokrywa puszcza amazońska i tropikalny wilgotny las górski. Wyżej występuje paramo. Na terenie parku znajdują się rezerwaty rdzennych mieszkańców z ludów Yanacona i Ingano (w języku keczua nazwa parku Auka Wasi oznacza „Dom duchów”).
Do 2016 roku na terenie parku działała partyzantka FARC – EP. Obecnie występują tu różne ugrupowania zbrojne zajmujące się głównie uprawą koki, nielegalnym pozyskiwaniem drewna, itp. Zdarzały się przypadki morderstw i porwań. Dlatego, ze względu bezpieczeństwa, wstęp do parku jest ograniczony. Mogą przebywać na jego terenie wyłącznie naukowcy mający specjalne zezwolenie władz.
Średnia roczna temperatura w parku wynosi +20 °C, a średnie roczne opady 4000 mm.

## Flora
W parku odnotowano ponad 825 gatunków roślin. Na niżej położonych terenach dominują rośliny z rodzin flaszowcowate, muszkatołowcowate, wawrzynowate i morwowate, a wyżej z rodzin zaczerniowate, marzanowate i kluzjowate. W ostatnich latach odkryto tu dwa nowe gatunki roślin: Columnea reticulata oraz Columnea coronocripta.

## Fauna
Z ssaków w parku występuje zagrożony wyginięciem (EN) tapir górski, narażony na wyginięcie (VU) andoniedźwiedź okularowy, a także m.in.: tamandua południowa, pancernik dziewięciopaskowy, jaguar amerykański, paka nizinna oraz niektóre naczelne z rodzaju tamaryna. 
Odnotowano tu 462 gatunki ptaków. Są to zagrożony wyginięciem (EN) andowik, narażona na wyginięcie (VU) ara zielona, a także m.in.: gardlinek stokowy, grdacz soplowaty, zapylak ekwadorski, harpia gujańska, drobik rudogłowy, zaroślak ciemnogłowy.
W parku żyje 31 gatunków płazów. Są to m.in.: Centrolene audax, Nymphargus cochranae,  Ameerega hahneli, drzewołaz trójpaskowy, Dendropsophus triangulum, Scinax cruentommus, Leptodactylus andreae, Eleutherodactylus ockendeni, Eleutherodactylus sulcatus, Synapturanus rabus.
Spośród 16 gatunków gadów występuje tu narażony na wyginięcie (VU) Morunasaurus annularis, a także m.in.: Neusticurus cochrani, Drymoluber dichrous, Helicops angulatus i rzemieniec jaszczurkojad.